# Lex Ripuaria

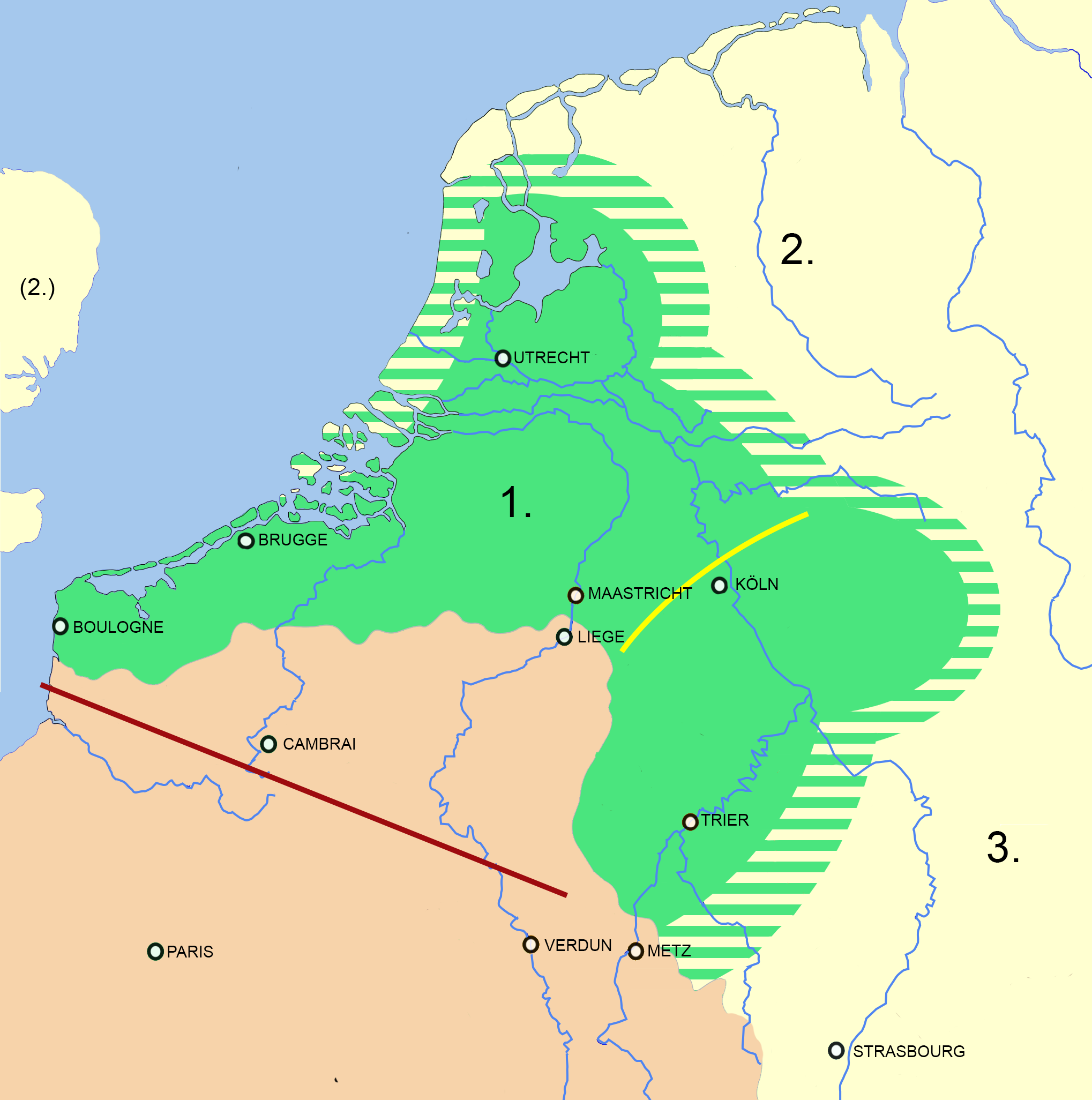
Näherung des altfränkischen Sprachraums der Spätantike, ohne kleinere Sprachinseln in Gallia Belgica.
Legende:
Altfränkische Varietäten (1.)
Nordsee- (2.) und Elbgermanische (3.) Varietäten
Romanische Varietäten
Somme-Aisne-Linie, nördlich davon dominieren germanische Ortsnamen.
Grenze der späteren, aus den elbgermanischen Gebieten verbreiteten, althochdeutschen Lautverschiebung im 7. Jahrhundert

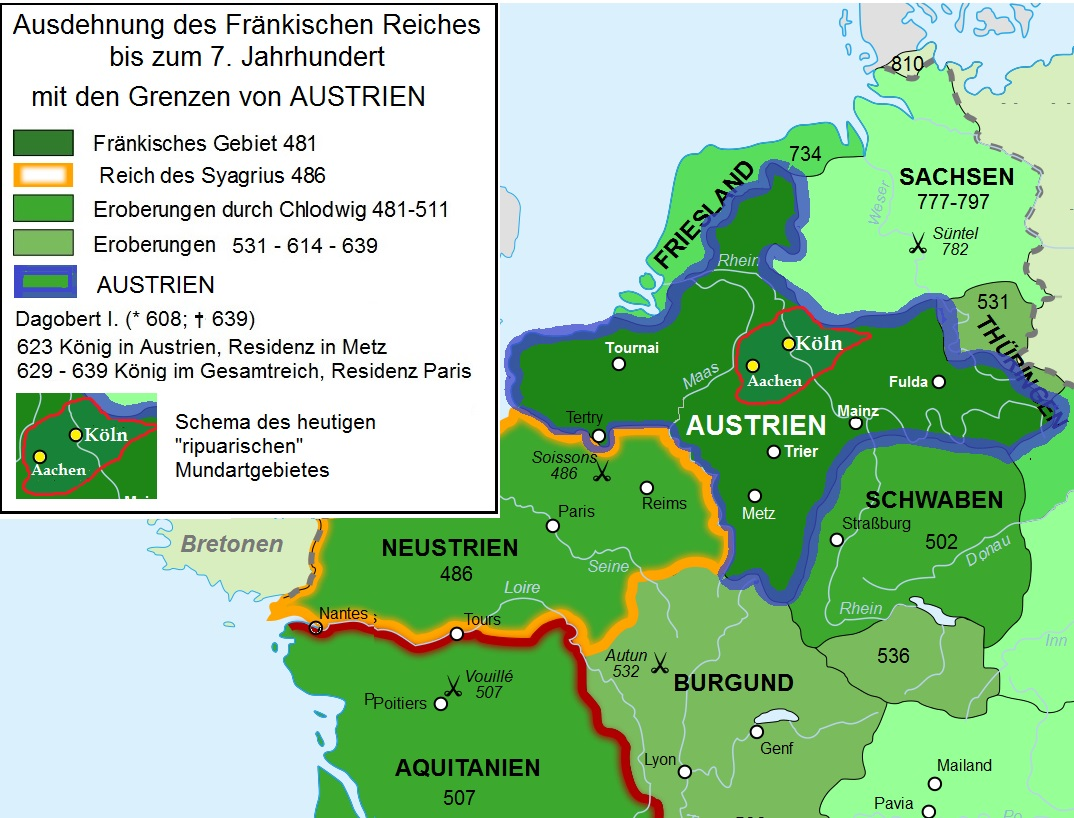
Entstehung des Frankenreichs. Ripuarien ist rot eingezeichnet.

Das römische Köln, 3. bis 4. Jahrhundert bevor es von den Franken erobert wurde (Schaubild im Römisch-Germanischen Museum)

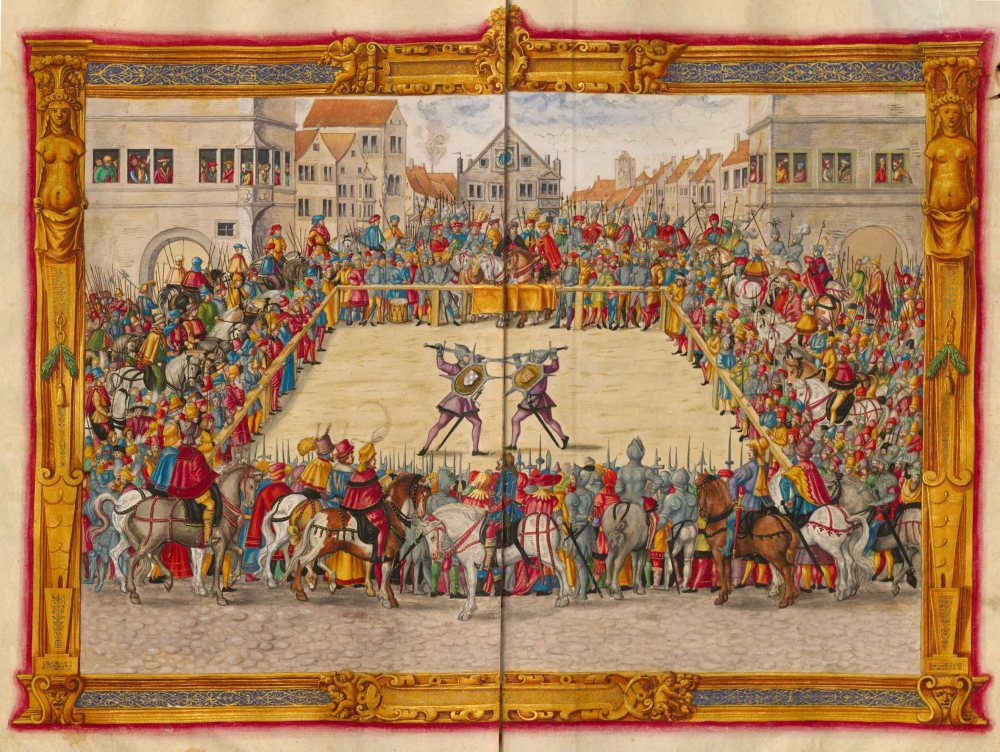
Darstellung eines Gerichtskampfes, wie in der Lex Ripuaria geregelt (hier ein Beispiel aus dem Jahre 1409)

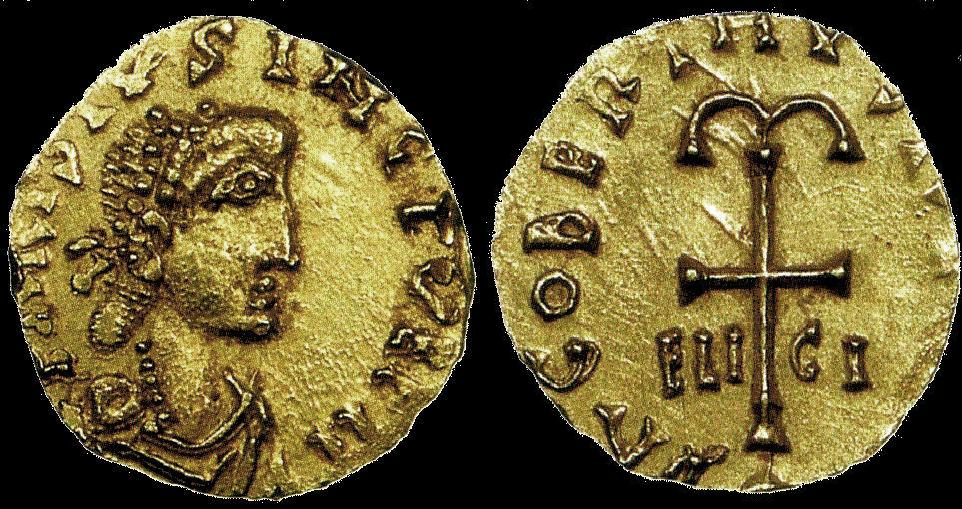
Goldmünze mit dem Bild Dagoberts I., zu dessen Regierungszeit die Lex Ripuaria entstand

Die Lex Ripuaria (auch Lex Ribuaria) ist eine Sammlung von in Latein verfassten Gesetzestexten, die Anfang des 7. Jahrhunderts während der Herrschaft des austrasischen Königs Dagobert I. für das Gebiet des Herzogtum Ripuarien erschienen ist. Die Gesetzessammlung orientierte sich am Gesetz der Salischen Franken (Lex Salica) aus den Jahren 507 bis 511, betonte aber traditionelles Fränkisches Recht. Demgegenüber enthielt die Lex Salica auch noch umfassende gesetzliche Regelungen für die römische bzw. galloromanische Bevölkerung.

## Entstehung
Die Lex Ripuaria geht zurück auf die Regierungszeit Dagoberts I., der 623 von seinem Vater Chlothar als Unterherrscher im (zunächst territorial verkleinerten) Teilreich Austrien eingesetzt wurde, zu dem auch Ripuarien als zentrale Landschaft gehörte. Die Gesetzessammlung geht, im Unterschied zur lex Salica, die der Merowinger Chlodwig I. zwischen 507 und 511 als fränkisches Gesetzbuch herausgegeben hatte, auf Besonderheiten dieses Teilgebiets ein. Im Jahre 629 wurde Dagobert König des Gesamtreiches und wurde einer der Mächtigsten in der Reihe der Merowingischen Herrscher.

## Rechtsinhalt
Die lex Ripuaria fasste mündlich überliefertes Recht zusammen. Die 89 Kapitel, insbesondere die des zweiten Teiles (von drei Teilen), waren stark beeinflusst von der lex Salica. Die lex Salica umfasste neben dem Recht der Franken auch Regelungen zur Stellung der Kirche, der römischen (galloromanischen) Bevölkerung und des Zusammenlebens zwischen Franken und anderen Volksgruppen.
Das Ripuarische Recht betonte eher die traditionellen Fränkischen Rechtsauffassungen, denn viele Rheinfranken waren noch in vorchristlichen Glaubensvorstellungen verhaftet. Regelungen des Bestattungswesens, der Grabbeigaben und der Ausrüstung von Kriegern (Brünne = bruina; Helm = helmo; Beinschiene = bagnbergae) sind durch die lex Ripuaria überliefert. Auch Fragen des Alltags und der Natur wurden in der lex Ripuaria geregelt. So war z. B. der Haselzauber verboten. Die Früchte der Hasel galten als Liebeselixier und dienten der Förderung der Fruchtbarkeit. Dem Haselstrauch wurden Kräfte gegen Blitzschlag und Erdstrahlen zugeschrieben, Haselruten wurden als Wünschelruten verwendet und Haselzweige sollten Hexen und bösen Zauber abwehren. Trotz des Verbotes hielten sich die Haselbräuche noch bis ins hohe Mittelalter. Eine Besonderheit der lex Ripuaria war die Anerkennung und Regelung des sogenannten Gerichtskampfes (duellum) zwischen Kontrahenten, in der Regel vor Publikum. In der lex Salica kamen diese Duelle nicht vor.
Sowohl die lex Ripuaria als auch die lex Salica kannten das Wergeld (Manngeld), ein Sühnegeld, das geschaffen worden war, um die Blutrache und daraus resultierende Dauerfehden zwischen den Sippen einzudämmen. Dabei galten für Angehörige des Fränkischen Volkes andere Sätze als für „Nichtfranken“ (Römer und Galloromanen). Für die Tötung eines Franken war das Doppelte des Wergeldes fällig wie für einen in vergleichbarer Stellung lebenden Römer.
Das Wergeld betrug z. B.:
- 100 solidi für einen Freien Römer (romanus possessor)
- 100 solidi für einen Halbfreien Franken (lidi)
- 200 solidi für einen Freien Franken (franci)
- 300 solidi für Gefolgsleute aus der gallorömischen Bevölkerung (convivae)
- 600 solidi für die berittenen fränkischen Gefolgsleute des Königs (Antrustionen)
- 600 solidi für einen Priester
- 900 solidi für einen Bischof

Im Wergeld für einen (getöteten) Franken fiel neben dem Anteil, der an die Familie des Betreffenden zu zahlen war, ein Abgabenanteil von einem Drittel für den Fiskus an. Zwei Drittel gingen an die Sippe, davon die Hälfte an die direkten Angehörigen, die andere Hälfte als Magsühne an die Verwandten. Da die römische Bevölkerung den Begriff der Sippe so nicht kannte, entfiel für diese Gruppe dieser Anteil, was das Wergeldverhältnis etwas relativiert.
An der Spitze des Volkes stand
- Der König (Rex Francorum)

seine Herrschaftssymbole waren der Speer, Stirnreif und Siegelring
durch den sogenannten „Untertaneneid“ huldigte das Volk seinem König
- Der Adel bestand aus den Herzögen (dux) und Grafen (comes)
- Das militärische Dienstgefolge bestand aus den leudes.

Erbberechtigt war nur der Mannesstamm, nach den Söhnen die Brüder, mit Vorrang falls die Söhne als „nicht regierungsfähig“ galten.
Die Bevölkerung war in Stände eingeteilt u. a.:
- Freie (ingenui, Franci) (der einzelne fränkische Mann, Wehrpflichtiger)
- Halbfreie (liti, lidi)
- Freigelassene (liberti)
- Knechte, Unfreie (servi)
- Römer (Freier Römer = Romanus possessor, Angehöriger des Mittelstandes)
- Römische Knechte (colone)

Aus dem Begriff „Franci“ für den (einzelnen) Freien (Franken), entstand im Laufe der Jahre im romanischsprachigen Raum das adjektiv „franc“ für „frei“ – aus dem etwa im 15. Jahrhundert die deutsche Entsprechung entlehnt wurde.
Anders als z. B. im Verhältnis der (arianischen) Goten zu ihren römischen (katholischen) Mitbewohnern gab es bei den Franken kein gesetzlich vorgeschriebenes Heiratsverbot zwischen Franken und anderen Ethnien.

## Gliederung
Rudolph Sohm hat die lex Ripuaria in seiner Veröffentlichung „Über die Entstehung der Lex Ribuaria“ eingehend untersucht und auch mit der lex Salica verglichen.
Die ältesten Hinweise auf eine lex Ripuaria fand Sohm im Prolog zur lex Baiuvariorum. Darin wird berichtet über das Recht der austrasischen Franken wie das der Alemannen und Bajuwaren. Die ersten Niederschriften der lex Ripuaria datieren aus der Zeit von Theuderich I., Ergänzungen erfolgten unter Childebert I. und Chlothar I. sowie eine Revision unter Dagobert I., der als Herausgeber der Gesamtfassung gilt.
Die lex Ripuaria gliederte sich in drei Teile (mit einem Anhang als Teil vier):
- Teil 1 (Kapitel 1 bis 31; mit wenigen Bezügen auf die lex Salica):

Abfassung unter Theuderich I. – 511 bis 533 König im Osten des Frankenreiches.
In diesem Teil werden u. a. Wergeldsätze und die Bußen für Körperverletzung und Tötung von Freien und Unfreien festgelegt. Auch die Bestrafung des „schweren Diebstahles“ mit dem Tode findet sich im ersten Teil.
- Teil 2 (Kapitel 32 bis 56; enthält nahezu ungeänderte Teile der lex Salica):

Die Entstehung liegt in der Zeit von Childebert I. (etwa 558), Chlothar I. (558–561) und Childebert II. (575–596).
In diesem Teil werden u. a. Verfahrens- und Prozessregularien behandelt, von Klagtatsachen über Beweisurteile bis zur Exekution. Auch Regeln darüber, was geschehen soll falls ein Beklagter nicht vor dem Gericht erscheint oder sich durch Flucht dem Gericht entzieht. Wer sein Wergeld nicht zahlt, verfällt dem Tode. Auch solche Eigentümlichkeiten sind geregelt, wann beispielsweise der Herr für die Taten seines Sklaven aufzukommen hat. Obwohl nahezu vollständige Teile der lex Salica übernommen wurden, sind einige Passagen ganz ausgelassen (die in Teil 1 bereits behandelt waren).
- Teil 3 (Kapitel 57 bis 89; weitgehende, nicht vollständige Verwendung der lex Salica):

Zur Zeit des Dagobert I. entstanden (623 König in Austrien, 629–638 Gesamtkönig).
Dieser Teil enthält wichtige Bestimmungen über das öffentliche Recht, die positiven wie negativen Pflichten der Untertanen. So wird das Bannrecht des Königs behandelt (Königsbann, Heerbann, Ruf zu den Waffen), dem die Freien und die Freigelassenen unterliegen – sowie die Strafen bei Nichtbefolgung. Mit Todesstrafe geahndet werden Beleidigungen und Angriffe gegen den König und seine Familie, Anstiftung zum Landesaufruhr und Abfall vom Fränkischen Reich.
Der Vierte Teil (Anhang der lex Ripuaria) enthält eine Auflistung zusätzlicher Bußen und neuerer Bezeichnungen für Straftaten und Täter (zum Beispiel taucht der Begriff des Geächteten auf). Dieser Teil wird als Produkt der Karolingerzeit angesehen, möglicherweise herausgegeben durch Karl Martell. Noch zur Zeit Karls des Großen kam es zu weiteren Karolingischen Rezensionen.
Insgesamt kann die lex Ripuaria als eine Fortschreibung der Lex Salica betrachtet werden, mit Anpassungen an das Recht der Ripuarier, wo es als erforderlich angesehen wurde.
Ihr Vorbild, die lex Salica, erlangte Bedeutung über die Periode der Merowinger hinaus bis in die Zeit Karls des Großen. Eine Reihe von Gesetzen, wie die Regelung der Thronfolge (auf die männlichen Nachfolger), hatten für die europäischen Herrscherhäuser bis ins hohe Mittelalter Bestand und galten für einige Monarchien noch bis in die Neuzeit.